# Ninomiya
Ninomiya (二宮町 Ninomiya-machi?) es un pueblo en la prefectura de Kanagawa, Japón, localizado en el centro-este de la isla de Honshū, en la región de Kantō. Tenía una población estimada de 27 536 habitantes el 1 de septiembre de 2020 y una densidad de población de 3033 personas por km².

## Geografía
Ninomiya está localizado en la costa del centro-oeste de la prefectura de Kanagawa, limitando al sur con la bahía de Sagami en el océano Pacífico. Limita con las ciudades de Odawara y Hiratsuka, así como con los pueblos de Ōiso y Nakai.

## Historia
Ninomiya fue la ubicación del segundo santuario mejor clasificado en la provincia de Sagami, el santuario Kawawa, que se menciona en los registros del período Heian, y afirma haber sido establecido por el semi legendario emperador Suinin. Como asentamiento costero menor, estaba bajo el control del clan Hōjō de Odawara durante el período Sengoku. En el período Edo, era nominalmente parte del dominio Odawara. Después de la restauración Meiji y con el establecimiento del sistema de distritos en 1878, el área quedó bajo el control del distrito de Yurugi (淘綾郡 Yurugi-gun?). En abril de 1889, la villa de Ninomiya se fusionó con cuatro villas vecinas para formar Azuma y el 26 de marzo de 1896 el distrito de Yurugi se convirtió en parte del moderno distrito de Naka. Azuma fue elevado al estado de pueblo el 3 de noviembre de 1935 y pasó a llamarse Ninomiya.

## Demografía
Según los datos del censo japonés, la población de Ninomiya ha crecido en los últimos 70 años.
| Gráfica de evolución demográfica de Ninomiya entre 1940 y 2015 |
|                                                                |
| Oficina de Estadística de Japón                                |